# 第五季超級籃球聯賽季後賽
SBL第五季季後賽，這一季的季後賽採五戰三勝制，率先拿到三勝的球隊，將挺進冠賽。第一輪賽事由璞園建築出戰裕隆恐龍，另一場賽事由台灣啤酒出戰米迪亞精靈，最終由裕隆恐龍3比1的成績擊敗璞園建築，台灣啤酒以3比0的成績擊敗米迪亞精靈。

## 季後賽
| 4月1日 18:00 |

|  |

| 裕隆恐龍 95–87 璞園建築               |
| 每節分數： 22–15、17–16、26–26、20–20 |

| 4月1日 20:00 |

|  |

| 台灣啤酒 90–73 米迪亞精靈             |
| 每節分數： 28–20、21–15、24–17、17–21 |

| 4月2日 18:00 |

|  |

| 璞園建築 75–88 裕隆恐龍               |
| 每節分數： 16–22、26–20、15–23、18–23 |

| 4月2日 20:00 |

|  |

| 米迪亞精靈 74–101 台灣啤酒            |
| 每節分數： 17–27、14–22、23–23、20–29 |

| 4月4日 18:00 |

|  |

| 裕隆恐龍 84–86 璞園建築                |
| 每節分數： 22–19、24－22、17–30、21–15 |

| 4月4日 20:00 |

|  |

| 台灣啤酒 79–75 米迪亞精靈             |
| 每節分數： 22–23、21–14、19–23、17–15 |

| 4月5日 19:00 |

|  |

| 璞園建築 78–98 裕隆恐龍               |
| 每節分數： 14–27、21–18、21–25、25–25 |